# Pfarrkirche Mönchhof

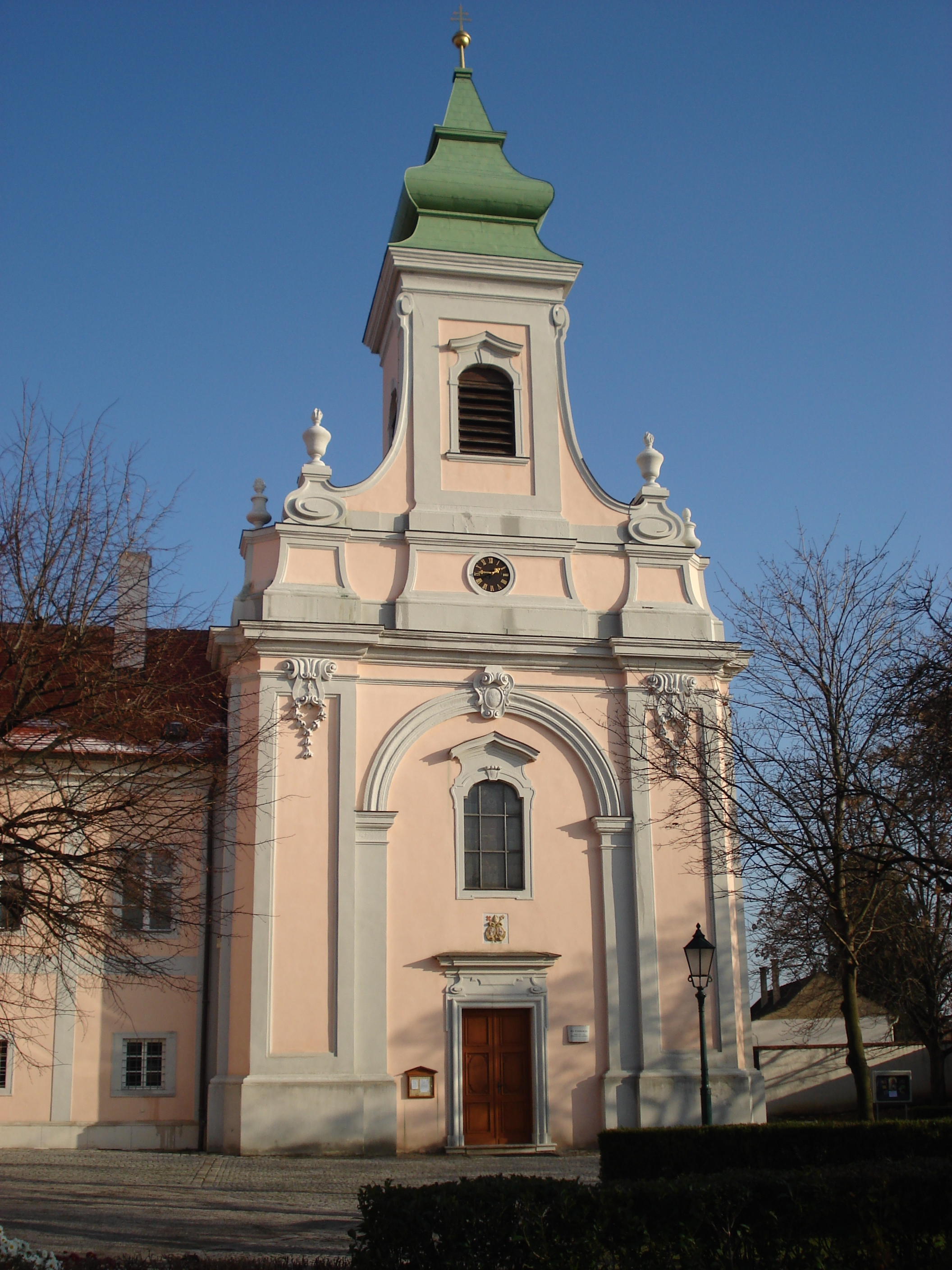
Kath. Pfarrkirche hl. Magdalena in Mönchhof

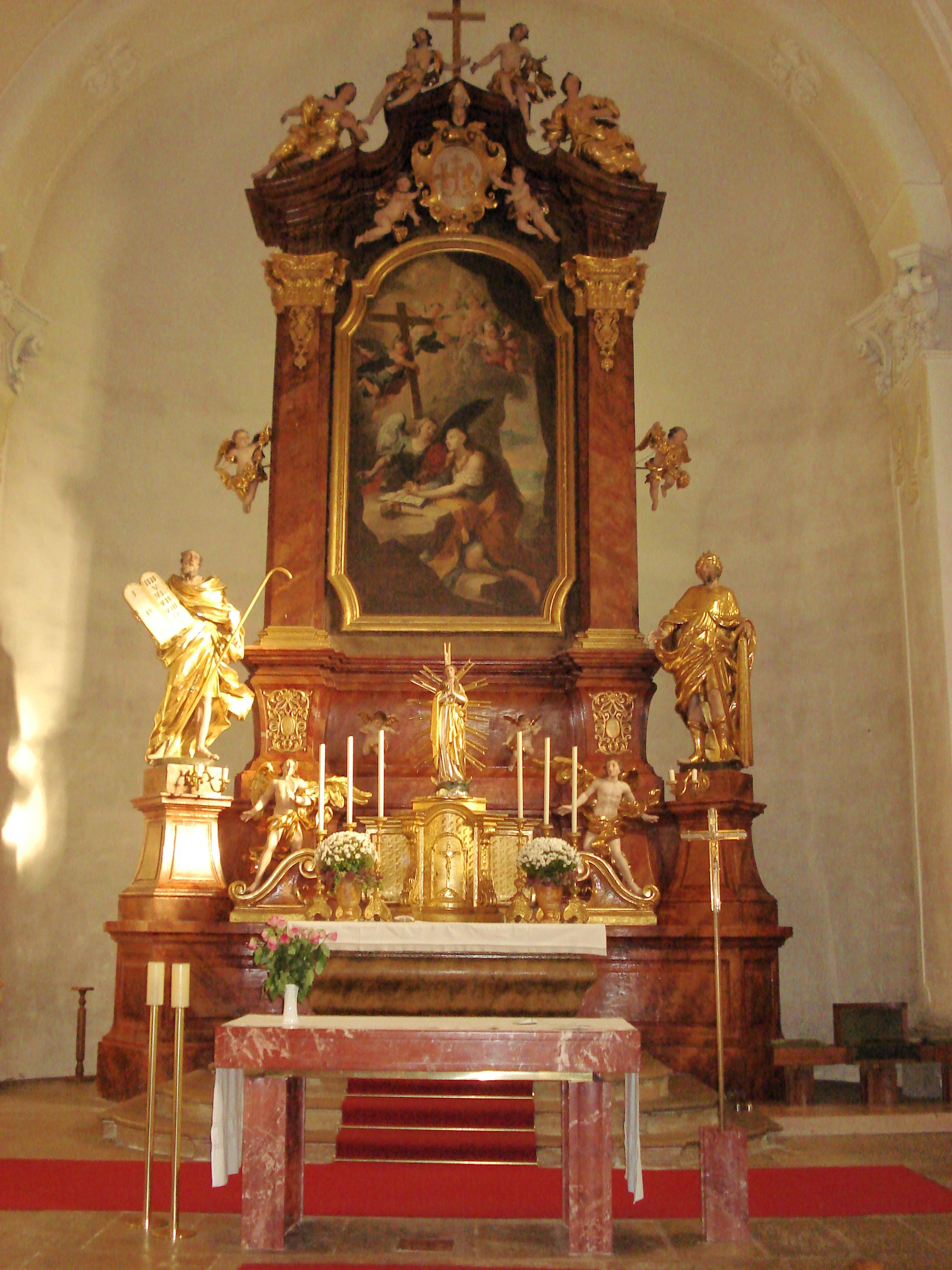
Hochaltar von Elias Hügel mit Altarbild von Martino Altomonte

Die römisch-katholische Pfarrkirche Mönchhof steht in erhöhter Lage in der Gemeinde Mönchhof im Bezirk Neusiedl am See im Burgenland. Die Pfarrkirche hl. Magdalena – dem Stift Heiligenkreuz inkorporiert – gehört zum Dekanat Frauenkirchen in der Diözese Eisenstadt. Die Kirche steht unter Denkmalschutz.

## Geschichte
Eine Vorgängerkirche, 1240 urkundlich erwähnt, wurde beim Türkenkrieg 1683 zerstört. Die Kirche war von 1595 bis 1636 eine Filiale der Pfarrkirche Podersdorf. Der barocke Neubau erfolgte von 1729 bis 1734 mit dem Maurermeister Karl Moispointner aus Mönchhof unter der Bauleitung von Elias Hügel aus Kaisersteinbruch. Die Steinmetzarbeiten schuf Jakob Gramaschy aus Winden am See. 1960 wurde eine Restaurierung vorgenommen, eine Generalrestaurierung des Kircheninneren von 1967 bis 1972.

## Architektur
Der einheitliche Barockbau zeigt am quadratischen Untergeschoß an der Nordwestfassade das Wappen vom Stift Heiligenkreuz in Stuck, im Keilstein des Fensters die Jahresangabe 1734, und im Portalsturz die Inschrift Renov. 1960, 1972. Auf einem breiten Zwischensockel steht der gedrungene Fassadenturm mit anlaufenden Voluten und einem Zwiebelhelm. An das Langhaus schließt ein gleich breiter Chor mit einer Apsis mit geradem Schluss mit abgeschrägten Ecken an.

## Ausstattung
Den Hochaltar schuf Elias Hügel (1739). Das Altarbild Büßende Magdalena malte Martino Altomonte, den Figurenschmuck gestaltete Giovanni Giuliani. Die Orgel aus 1925 mit 13 Registern stammt von Kauffmann (Orgelbauerfamilie).

## Orgel
Die Orgel aus 1925 mit 13 Register wurde von Johann M. Kauffmann gebaut.
| I. Manual C–f’’’ |       |
| Bourdon          | 16′   |
| Principal        | 8′    |
| Gamba            | 8′    |
| Oktav            | 4′    |
| Mixtur III       | 2 ⁄3′ |

| II. Manual C–f’’’ |    |
| Geigenprinzipal   | 8′ |
| Liebl. Gedackt    | 8′ |
| Aeoline           | 8′ |
| Vox coelestis     | 8' |
| Fugara            | 4′ |

| Pedal C–d’ |     |
| Subbass    | 16′ |
| Octavbass  | 8′  |
| Cello      | 8′  |

- Koppeln: II/I, I/P, II/P, Super II/I, Sub/II/I, Super II
- Festkombinationen: Piano, Forte, Tutti, Auslöser